# مطار شيريميتييفو الدولي
مطار شيريميتييفو الدولي (إياتا: SVO، إيكاو: UUEE) هو واحد من أكبر المطارات الدولية في روسيا، يبعد عن العاصمة الروسية موسكو حوالي 24 كم في الاتجاه الشمالي الغربي، ويعتبر المطار البوابة الجوية لموسكو، والمطار هو المقر الرئيسي ومركز عمليات شركة الخطوط الجوية الروسية. ويعود تاريخ إنشاء المطار إلى عام 1959 أثناء حقبة الاتحاد السوفيتي. يضم المطار ثلاثة مباني للركاب وقرية للبضائع.

## نبذة تاريخية
يرجع تاريخ إنشاء مطار شيريميتييفو الدولي إلى يوم 11 أغسطس 1959، وأقلعت أولى رحلات الطيران منه في الأول من يونيو 1960 متوجهة إلى برلين. أفتتح مبنى الركاب الأول (والذي كان مقتصراً على الرحلات الداخلية فقط) في 3 سبتمبر 1964، أما مبنى الركاب الثاني وهو أكبر مبنى في المطار؛ فقد أفتتح في 1 يناير 1980 خصيصاً من أجل أولمبياد موسكو 1980، وبقيت الرحلات الداخلية كما هي تقلع من مبنى الركاب الأول وأصبحت الرحلات الدولية تقلع وتهبظ من مبنى الركاب الثاني الجديد، وفي نوفمبر 2004 تم بناء صالة فرعية للرحلات الدولية داخل مبنى رقم 2 وتسمى مبنى C.

## خطوط وشركات الطيران

### الركاب
تخدم شركات الطيران التالية وجهات منتظمة وعارضة من وإلى مطار شيريميتيفو الدولي.
| شركـات طيـران                  | الوجهات |
| ------------------------------ | --- |
| إيروفلوت                       | مطار أباكان، مطار أضنة شاكرباشا، مطار ألماتي الدولي، مطار إيسنبوغا الدولي، مطار أنطاليا، Arkhangelsk، مطار آستانا الدولي، Astrakhan، مطار حيدر علييف الدولي، مطار سوفارنابومي الدولي، Barnaul، مطار بكين داشينغ الدولي، مطار بيروت رفيق الحريري الدولي، مطار مناس الدولي، مطار القاهرة الدولي، Chelyabinsk، مطار انديرا غاندي الدولي، مطار دبي الدولي، مطار النفيضة الحمامات الدولي، مطار غوا الدولي (تنتهي في 30 سبتمبر 2023)، Goa–Mopa (تبدأ في 1 أكتوبر 2023)، Gorno-Altaysk، مطار غروزني الدولي، مطار قوانغتشو باييون الدولي، مطار الغردقة الدولي، Irkutsk، Issyk-Kul، مطار إسطنبول الدولي، Izhevsk، مطار كالينينغراد، Kazan، Kemerovo، Khabarovsk، Khanty-Mansiysk، مطار كراسنويارسك الدولي، Magas، Magnitogorsk، مطار سيشل الدولي، مطار محج قلعة الدولي، مطار فيلانا الدولي، Mineralnye Vody ‏، مطار مينسك الدولي، مطار مورمانسك ‏، Nalchik، Nizhnekamsk، Nizhnevartovsk، Nizhny Novgorod ‏، Novokuznetsk، مطار نوفوسيبيرسك، Novy Urengoy ‏، Omsk، Orenburg، Orsk، Osh، Penza، Perm، Petropavlovsk-Kamchatsky، Phuket، مطار بولكوفو، مطار كوروموخ الدولي، Saratov، مطار شانغهاي بودنغ الدولي، مطار شرم الشيخ الدولي، مطار سوتشي الدولي، Stavropol، Surgut، Syktyvkar، مطار طشقند الدولي، مطار الإمام الخميني الدولي، Tomsk، Tyumen، Ufa، Ulyanovsk–Baratayevka، Vladikavkaz، Vladivostok، Volgograd، Yakutsk، مطار كولتسوفو الدولي، مطار يريفان الدولي، Yuzhno-Sakhalinsk موسمي: مطار ميلاس بودروم، مطار باندارنيك الدولي، مطار دالامان، Varadero (تستأنف 1 يوليو 2023) |
| الخطوط الجوية الجزائرية        | مطار هواري بومدين الدولي |
| طيران الصين                    | مطار بكين العاصمة الدولي |
| Air Dilijans ‏                  | مطار يريفان الدولي |
| طيران صربيا                    | مطار نيكولا تسلا في بلغراد |
| المصرية العالمية للطيران       | موسمي: مطار الغردقة الدولي، مطار شرم الشيخ الدولي |
| الخطوط الجوية الأفغانية آريانا | مطار كابل الدولي، مطار مزار شريف الدولي |
| Armenian Airlines              | مطار يريفان الدولي |
| Azur Air                       | موسمي عارض: مطار أنطاليا |
| خطوط العاصمة بكين الجوية       | مطار غينغادو جياودونغ الدولي |
| طيران بيلافيا                  | مطار مينسك الدولي |
| أجنحة الشام للطيران            | مطار دمشق الدولي |
| خطوط شرق الصين الجوية          | مطار بكين داشينغ الدولي، مطار شانغهاي بودنغ الدولي، مطار شيان شيانيانغ الدولي |
| خطوط جنوب الصين الجوية         | مطار بكين داشينغ الدولي، مطار قوانغتشو باييون الدولي (تستأنف 5 يوليو 2023)، مطار شينزين باوان الدولي |
| الاتحاد للطيران                | مطار أبو ظبي الدولي |
| فلاي أرنا                      | مطار يريفان الدولي |
| خطوط هاينان الجوية             | مطار بكين العاصمة الدولي |
| ماهان إير                      | مطار الإمام الخميني الدولي |
| Nordwind Airlines              | Astrakhan، Bokhtar، مطار كالينينغراد، Kazan، مطار محج قلعة الدولي، Mineralyne Vody ‏، Orenburg، Orsk، Perm، مطار بولكوفو، Saransk، مطار سوتشي الدولي، مطار الإمام الخميني الدولي، Tyumen، Vladikavkaz موسمي عارض: مطار أنطاليا، Porlamar |
| الطيران العماني                | مطار مسقط الدولي |
| Panorama Airways               | مطار طشقند الدولي |
| Pobeda                         | Astrakhan، Barnaul، Cheboksary، Chelyabinask، Irkutsk، مطار كالينينغراد، Kazan، Kirov، مطار كراسنويارسك الدولي، Magas، مطار محج قلعة الدولي، Mineralnye Vody ‏، مطار مينسك الدولي، مطار مورمانسك ‏، Nalchik، Nizhnekamsk، مطار نوفوسيبيرسك، Omsk، Perm، Saratov، مطار سوتشي الدولي، Stavropol، Tomsk، Tyumen، Ufa، Ulyanovsk–Baratayevka، Vladikavkaz، Volgograd، مطار كولتسوفو الدولي |
| الخطوط الجوية القطرية          | مطار حمد الدولي |
| Red Sea Airlines               | عارض: مطار شرم الشيخ الدولي |
| خطوط ريد وينغز الجوية ‏         | موسمي عارض: مطار أنطاليا، مطار الغردقة الدولي، مطار شرم الشيخ الدولي |
| روسيه (خطوط جوية)              | Aktau، Aktobe، مطار ألماتي الدولي، Anadyr، Arkhangelsk، مطار آستانا الدولي، Astrakhan، مطار أتيراو، مطار حيدر علييف الدولي، مطار بخارى الدولي، Chelyabinsk، Izhevsk، مطار كالينينغراد، Karagandy، Khabarovsk، مطار كوستاناي، Magadan، Magnitogorsk، Mineralnye Vody ‏، مطار مورمانسك ‏، Nizhny Novgorod ‏، Penza، مطار بولكوفو، مطار كوروموخ الدولي، مطار سمرقند الدولي، مطار سوتشي الدولي، Syktyvkar، Tyumen، Ulyanovsk–Baratayevka، Urgench، Volgograd، مطار كولتسوفو الدولي، مطار يريفان الدولي، Yuzhno-Sakhalinsk |
| SCAT Airlines                  | مطار ألماتي الدولي، مطار آستانا الدولي |
| Severstal Air ‏                 | Apatity/Kirovsk، Cherepovets، Ukhta |
| Shirak Avia                    | مطار يريفان الدولي |
| خطوط سيتشوان الجوية            | مطار جينغديو الجديد |
| Smartavia                      | Arkhangelsk، مطار كالينينغراد، Kazan، مطار كراسنويارسك الدولي، مطار محج قلعة الدولي، Mineralnye Vody ‏، مطار مورمانسك ‏، مطار نوفوسيبيرسك، Orenburg، مطار كوروموخ الدولي، مطار سوتشي الدولي، Ufa، Ulan-Ude، مطار كولتسوفو الدولي |
| Southwind Airlines             | عارض: مطار أنطاليا |
| خطوط تيانجين الجوية            | مطار تشونغتشينغ جيانغبى الدولي |
| Yamal Airlines                 | Salekhard |

### الشحن
| شركـات طيـران          | الوجهات |
| ---------------------- | --- |
| AirBridgeCargo         | مطار أتيراو، مطار بكين العاصمة الدولي (معلقة)، مطار تشنغدو شوانغليو الدولي (معلقة)، مطار شاه جلال الدولي (معلقة)، مطار نوي باي الدولي (معلقة)، مطار تان سون نهات الدولي (معلقة)، مطار هونغ كونغ الدولي (معلقة)، مطار سوكارنو هاتا الدولي (معلقة)، مطار بنوم بنه الدولي (معلقة)، مطار إنتشون الدولي (معلقة)، مطار شانغهاي بودنغ الدولي (معلقة)، مطار شانغي سنغافورة (معلقة)، مطار تايوان تاويوان الدولي (معلقة)، مطار ناريتا الدولي (معلقة)، مطار تشنغتشو الدولي (معلقة) |
| كوريا للطيران          | مطار إنتشون الدولي (معلقة) |
| Silk Way West Airlines | مطار حيدر علييف الدولي (معلقة) |
| الخطوط الجوية التركية  | مطار إسطنبول الدولي |
| طيران تركمانستان       | مطار عشق آباد الدولي |

## أحداث وحوادث
- في 6 يوليو 1982 تحطمت طائرة ايروفلوت الرحلة 411 من طراز إليوشن إي أل-62 أثناء إقلاعها من المطار، وقتل فيها جميع ركاب الطائرة البالغ عددهم 90 شخصاً.

## وصلات خارجية
- الموقع الرئيسى للمطار